# Hippolyte Girardot
Hippolyte Girardot, geboren Frédéric Girardot (Boulogne-Billancourt, 10 oktober 1955), is een Frans acteur, scenarioschrijver en producer. Hij is de vader van actrice Ana Girardot. Ze hebben geen familieband met de Franse actrice Annie Girardot.

## Filmografie (selectie)
- 1973: La Femme de Jean (Yannick Bellon)
- 1980: Inspecteur la Bavure (Claude Zidi)
- 1980: L'Amour nu (Yannick Bellon)
- 1982: Le Destin de Juliette (Aline Issermann)
- 1984: Le Bon Plaisir (Francis Girod)
- 1984: Prénom Carmen (Jean-Luc Godard)
- 1984: Fort Saganne (Alain Corneau)
- 1986: Manon des sources (Claude Berri)
- 1986: L'Amant magnifique (Aline Issermann)
- 1986: Descente aux enfers (Francis Girod)
- 1987: Les Pyramides bleues (Arielle Dombasle)
- 1989: Un monde sans pitié (Eric Rochant)
- 1991: Hors la vie (Maroun Bagdadi)
- 1992: Après l'amour (Diane Kurys)
- 1993: Le Parfum d'Yvonne (Patrice Leconte)
- 1993: Les Patriotes (Eric Rochant)
- 1997: Vive la République ! (Eric Rochant)
- 2002: Le Tango des Rashevski (Sam Garbarski)
- 2003: Léo, en jouant « Dans la compagnie des hommes » (Arnaud Desplechin)
- 2003: Modigliani (Mick Davis)
- 2004: La Moustache (Emmanuel Carrère)
- 2004: Rois et Reine (Arnaud Desplechin)
- 2005: Paris, je t'aime (Olivier Assayas)
- 2005: Le Pressentiment (Jean-Pierre Darroussin)
- 2005: Lady Chatterley (Pascale Ferran)
- 2007: L'Invité (Laurent Bouhnik)
- 2007: Un conte de Noël (Arnaud Desplechin)
- 2008: Passe-passe (Tonie Marshall)
- 2008: Le crime est notre affaire (Pascal Thomas)
- 2008: Caos calmo (Antonello Grimaldi)
- 2008: Plus tard tu comprendras (Amos Gitai)
- 2009: Bancs publics (Versailles Rive-Droite) (Bruno Podalydès)
- 2009: Yuki et Nina (Nobuhiro Suwa en Hippolyte Girardot)
- 2010: Dernier étage, gauche, gauche (Angelo Cianci)
- 2011: La Conquête (Xavier Durringer)
- 2012: Vous n'avez encore rien vu (Alain Resnais)
- 2012: Les Saveurs du palais (Christian Vincent)
- 2012: À cœur ouvert (Marion Laine)
- 2012: Le Capital (Costa-Gavras)
- 2014: Aimer, boire et chanter (Alain Resnais)
- 2014: Bird People (Pascale Ferran)
- 2014: À la vie (Jean-Jacques Zilbermann)
- 2014: Benoït Brisefer: Les taxis rouges (Manuel Pradal)
- 2015: Okkupert (Erik Skjoldbjærg), televisieserie
- 2015: Tyttökuningas (The Girl King) (Mika Kaurismäki)
- 2017: Les Fantômes d'Ismaël (Arnaud Desplechin)
- 2017: Dove non ho mai abitato (Paolo Franchi)
- 2017: La Surface de réparation (Christophe Régin)
- 2021: The French Dispatch (Wes Anderson)

## Nominaties

### César voor beste jong mannelijk talent
- 1985: Le Bon Plaisir

### César voor beste acteur
- 1990: Un monde sans pitié
- 1992: Hors la vie

- Bibsys: 8017010
- Biblioteca Nacional de España: XX1166619
- Bibliothèque nationale de France: cb13954486s (data)
- Gemeinsame Normdatei: 173958613
- International Standard Name Identifier: 0000 0001 2124 7393
- Library of Congress Control Number: no2003067791
- MusicBrainz: 0d23c41f-a6c1-4454-a11a-d84153a36cf2
- Nationale Bibliotheek van Tsjechië: xx0172171
- Nationale bibliotheek van Australië: 35153728
- Nationale Bibliotheek van Israël: 987007432049605171
- Nederlandse Thesaurus van Auteursnamen: 100811558
- Réseau des bibliothèques de Suisse occidentale: 02-A017820076
- Système universitaire de documentation: 077145143
- Trove: 844253
- Virtual International Authority File: 24793367
- WorldCat: E39PBJvHckfCTvhQJv6tdXTbVC